# Константин Щъркелов
Константин Георгиев Щъркелов е български художник-пейзажист, майстор на акварела.

## Биография
Роден е на 25 март 1889 г. в София.
На Щъркелов дядо му бил свещеник и бил много висок, та му казвали Щрък-Кольо и оттам Щъркольо – Щъркела. Баща му Георги е бил майстор-обущар, а майка му – баба Мария – произхожда от Ниш. По баща са кореняци софиянци. Има двама братя – Милан и Димитър. Дъщерята на Милан – Мария се омъжва за художника Никола Аврамов.
През 1915 г. завършва живопис в Държавното художествено-индустриално училище в София при проф. Иван Мърквичка.
Рисува пейзажи и цветя предимно с акварел като създава свой маниер в тази област. Между най-добрите му творби са пейзажи от Рила, Пирин, Софийско и Търновско. Съвършен техник, характерен с рафинирания си реализъм. Създава школа в България, и има последователи в акварелната живопис. Картините му и до днес са оценявани най-скъпо и са много търсени.
„Когато рисувам – било пейзаж или цвете, аз чувам музика или като че ли прочитам стихове на Лермонтов или Надсон. А когато слушам голям оркестър или хор, аз виждам пейзаж… Тия пейзажи, що са дните на моите тъжни песни, тия малки мирове, на които душата се е спирала, споделяла е своето настроение. Там е истинският ѝ живот“ – изповядва художникът Константин Щъркелов, наричан „цар на акварела“.
След 9 септември 1944 г. К. Щъркелов е изселен, изключен е от СБХ и прекарва пет месеца в Централния затвор. Творчеството му е отречено, обявен е за „чужд на прогресивните и революционни идеи, официален художник на буржоазния режим и царски любимец“.
Умира на 29 април 1961 г. в София.

## Памет
На Константин Щъркелов е наречена улица в квартал „Изток“ в София (Карта).
Личният му архив се съхранява във фонд 2046К в Централния държавен архив.

## Творби
„Есен край София“ (1914), „Белоградчишките скали“ (1922), „Пейзаж. Река“ (1928), „Каналето край Вардар“ (1941), „Полски букет“ (1955), „Настроение“ (1961) и др.

## Галерия
- Константин Щъркелов в Рисувалното училище, 1907 г.
- Константин Щъркелов в ателието си, 20-те години на XX век
- Константин Щъркелов (вдясно) и Григор Василев (вляво), 1915 г.
- Константин Щъркелов, 1920 година
- Константин Щъркелов, 1933 година
- Паметна плоча на мястото на дома на Щъркелов на ул. „Аксаков“ 6